# Курортная архитектура
Курортная архитектура (нем. Bäderarchitektur; англ. Resort architecture) — архитектурный стиль, характерный для курортов и прибрежных баз отдыха на немецком Балтийском побережье. Стиль развивался с момента основания Хайлигендамма в 1793 году и достиг расцвета около 1870 года, когда железнодорожные пути соединили курорты с крупными городами.
Отдельно стоящие особняки в стиле курортной архитектуры называются «курортными особняками» (нем. Bädervilla).
Данный тип архитектуры встречается также вдали от побережья, в оздоровительных центрах Центральной Европы — в Тюрингии, Чехии, Швейцарии. Такие постройки обычно относят к так называемой «рекреационной архитектуре» (англ. Spa architecture; нем. Kurarchitektur).

## История

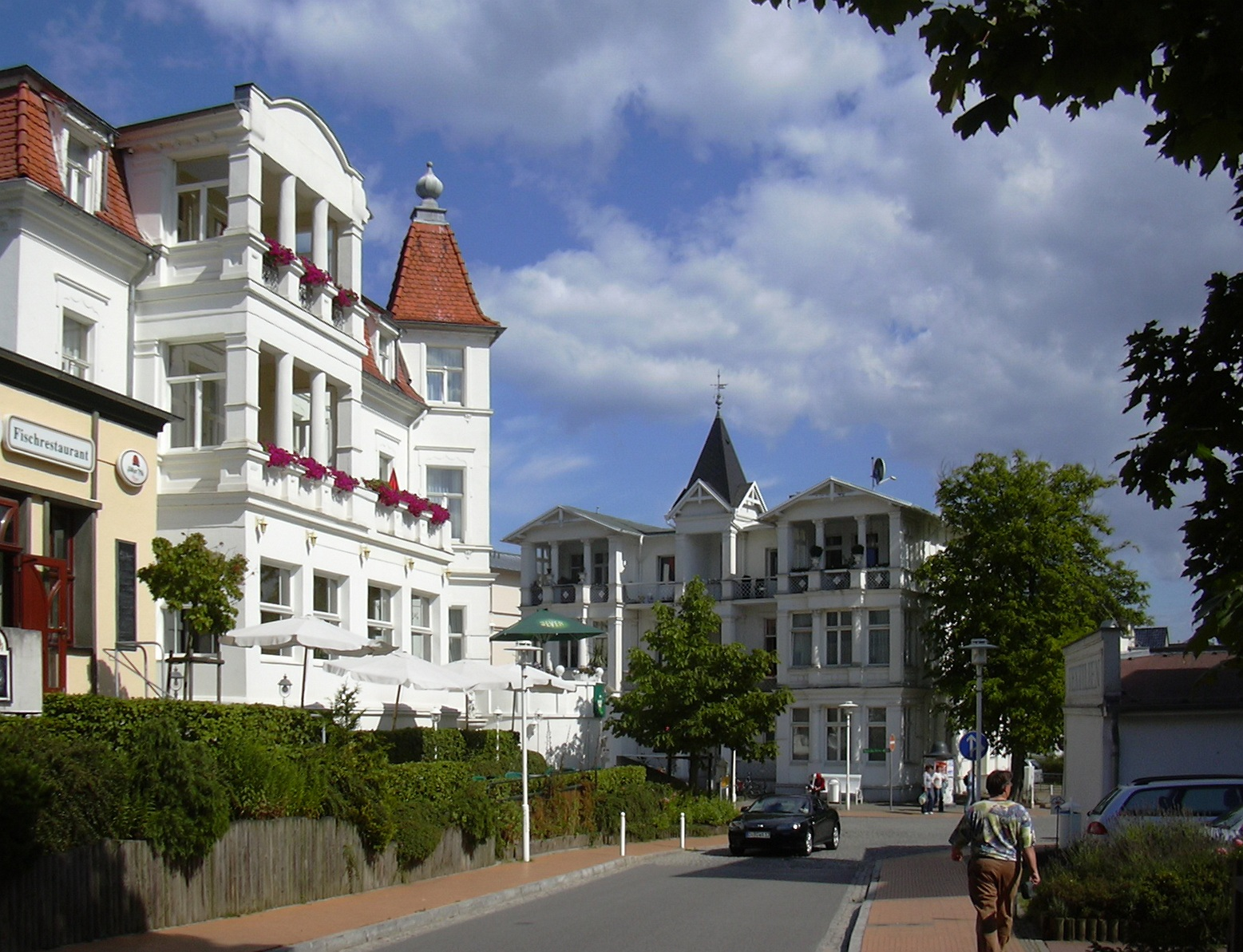
Курортная архитектура в Банзине

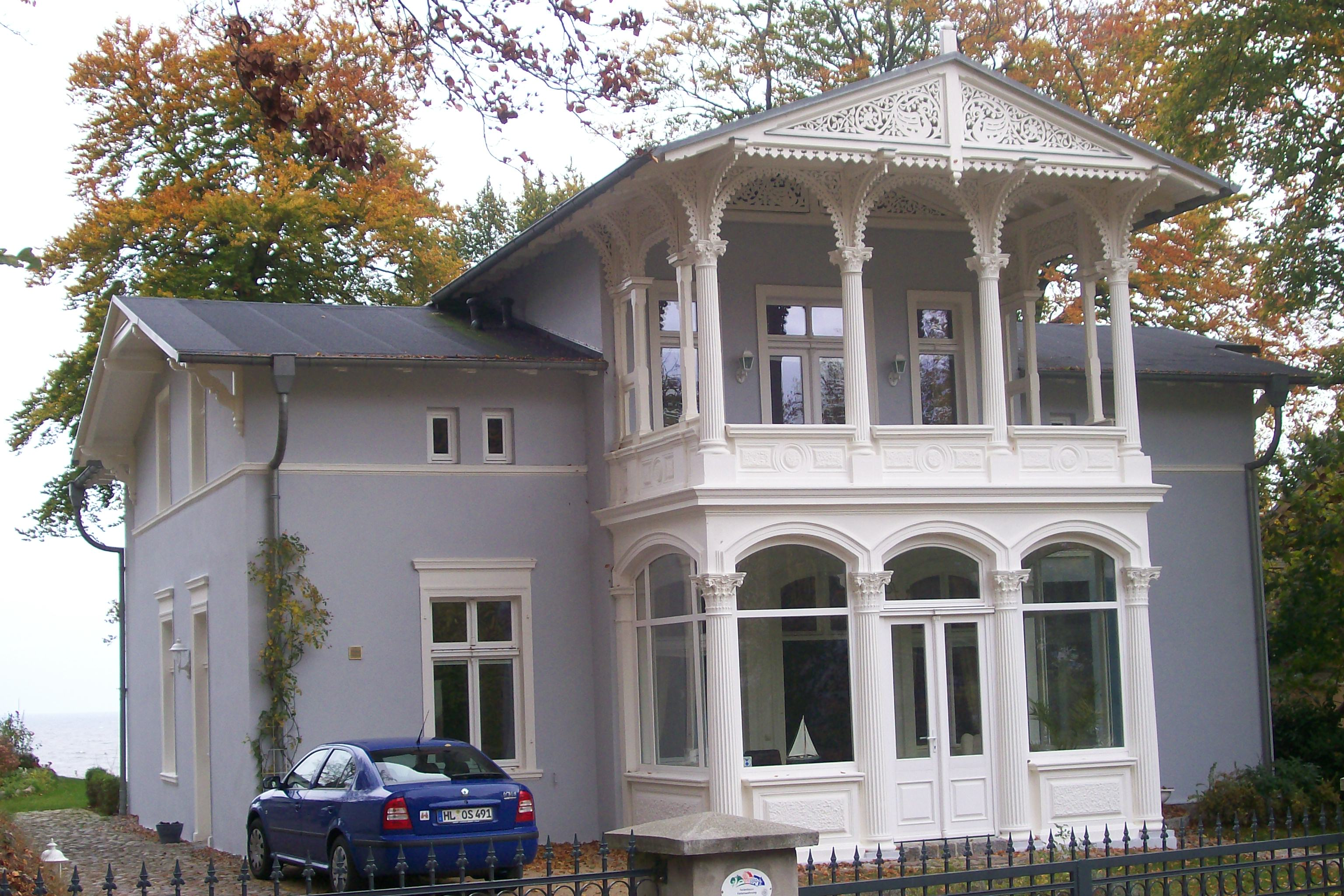
Вилла Ахтеркерке в Херингсдорфе (1845)

Курортный архитектурный стиль появился при проектировании Хайлигендамма в Мекленбурге в 1793 году, первого континентального европейского морского курорта для высшего класса — аристократов и предпринимателей Европы.
Стиль получил значительное развитие с расширением железнодорожного сообщения, благодаря которому началось массовое увлечение морскими курортами в Германии в конце XIX — начале XX века. Стиль предполагает вариации нескольких стилей с новыми элементами, включая историзм и модерн. Здания обычно строятся в два или четыре этажа, фасады украшены балконами, фронтонами и верандами. В больших виллах иногда присутствует центральный ризалит. Арочные или прямоугольные окна иногда обрамлены полуколоннами или пилястрами. Треугольные крыши, иногда фигурные крыши дополняются башенками. Отличительной особенностью курортного стиля является приверженность классицизму, который можно дополнять орнаментами модерна.
Белый — наиболее распространённый цвет, поэтому нередко курорты описывают «белыми жемчужинами». Редко встречаются другие цвета — бордо, оливковый, бежевый или синий. Здания в курортном стиле довольно хрупкие и в основном построены из дерева.
На побережье Балтийского моря старейшие примеры стиля встречаются на острове Рюген (Зеллин, Бинц и Герен), Хайлигендамме рядом с Бад-Доберан.
Целые ансамбли расположены в Херингсдорфе на острове Узедом, а также в Кюлунгсборне. Одно из старейших зданий в курортном стиле построено Георгом Бернхардом фон Бюловом в 1845 году в Херингсдорфе (Вилла Ахтеркерке). Благодаря своей стеклянной мозаике представляет особый интерес Вилла Оихстер в Херингсдорфе 1883 года по проекту Антонио Сальвиати.
Всемирную известность получила компания Wolgaster Holzbau, возводившая деревянные курортные особняки под влиянием швейцарского стиля. В XIX веке компания первая в мире строила быстровозводимые дома (Альбек, Банзин, Бинц и Херингсдорф).

## Немецкие морские курорты

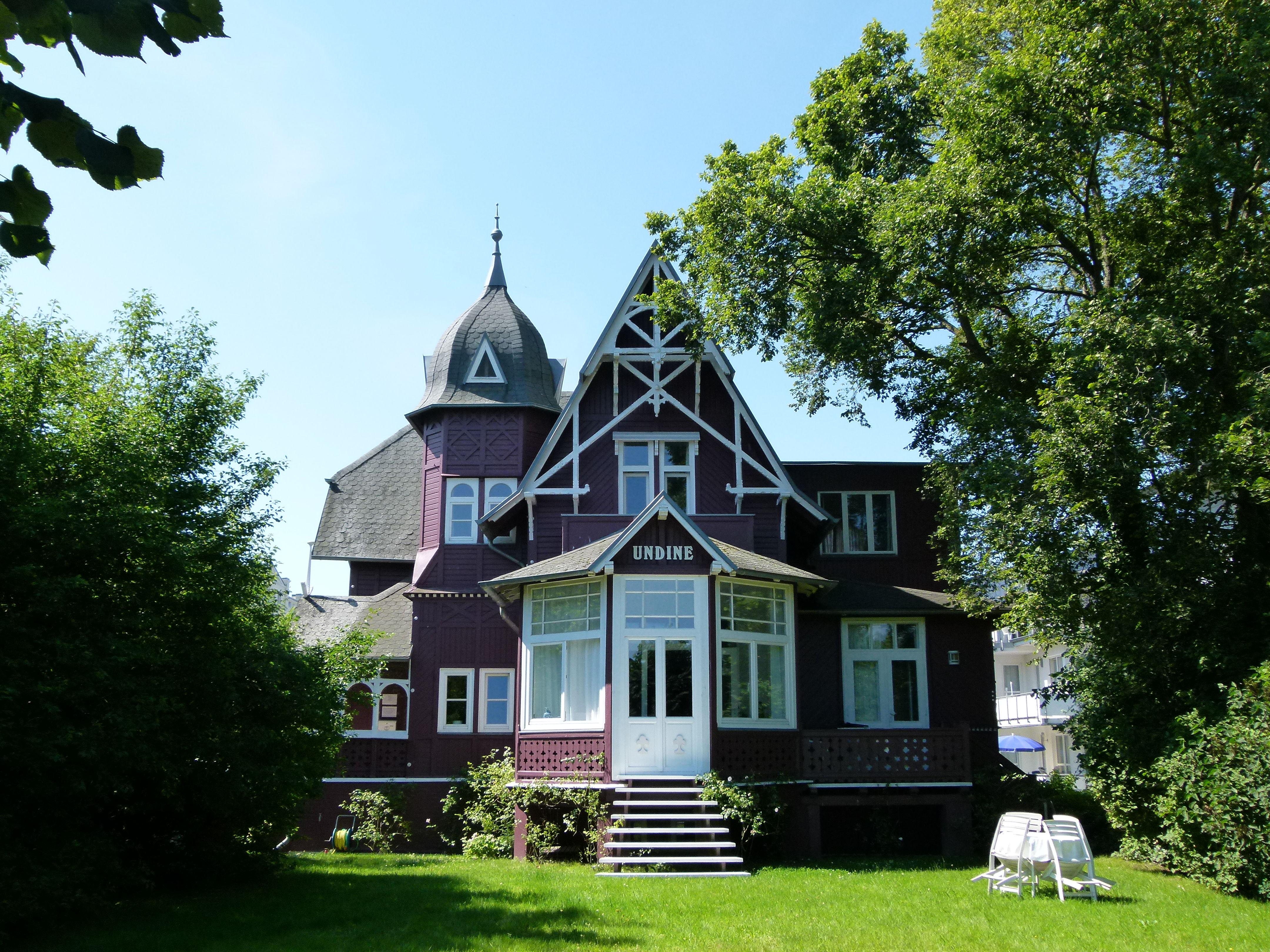
Вилла Ундина в Бинце (1885), построенная Wolgaster Holzbau - одно из первых быстровозводимых зданий в мире и пример швейцарского стиля в курортной архитектуре

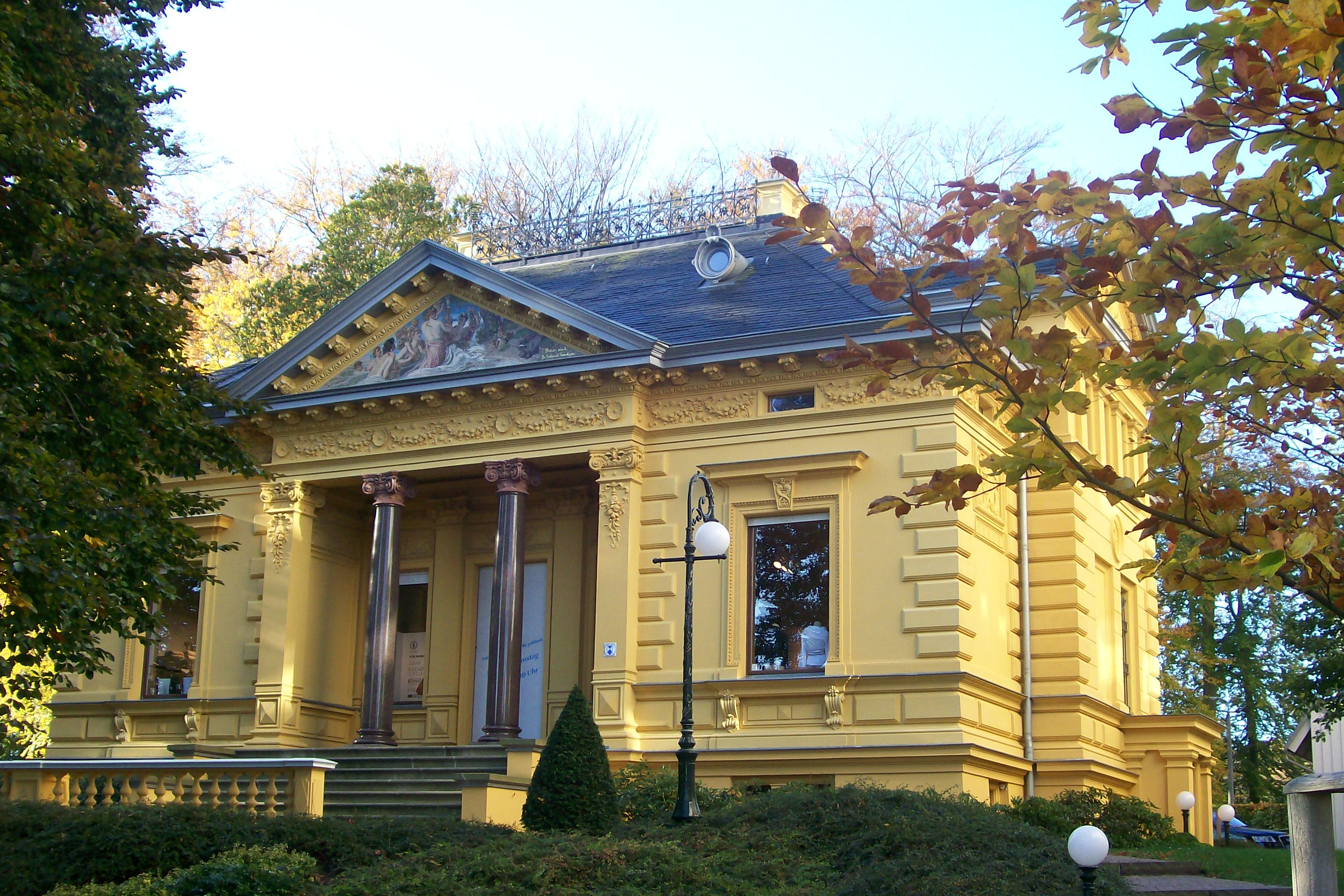
Вилла Оихслер (1883) в Херингсдорфе со стеклянной мозаикой Антонио Сальвиати

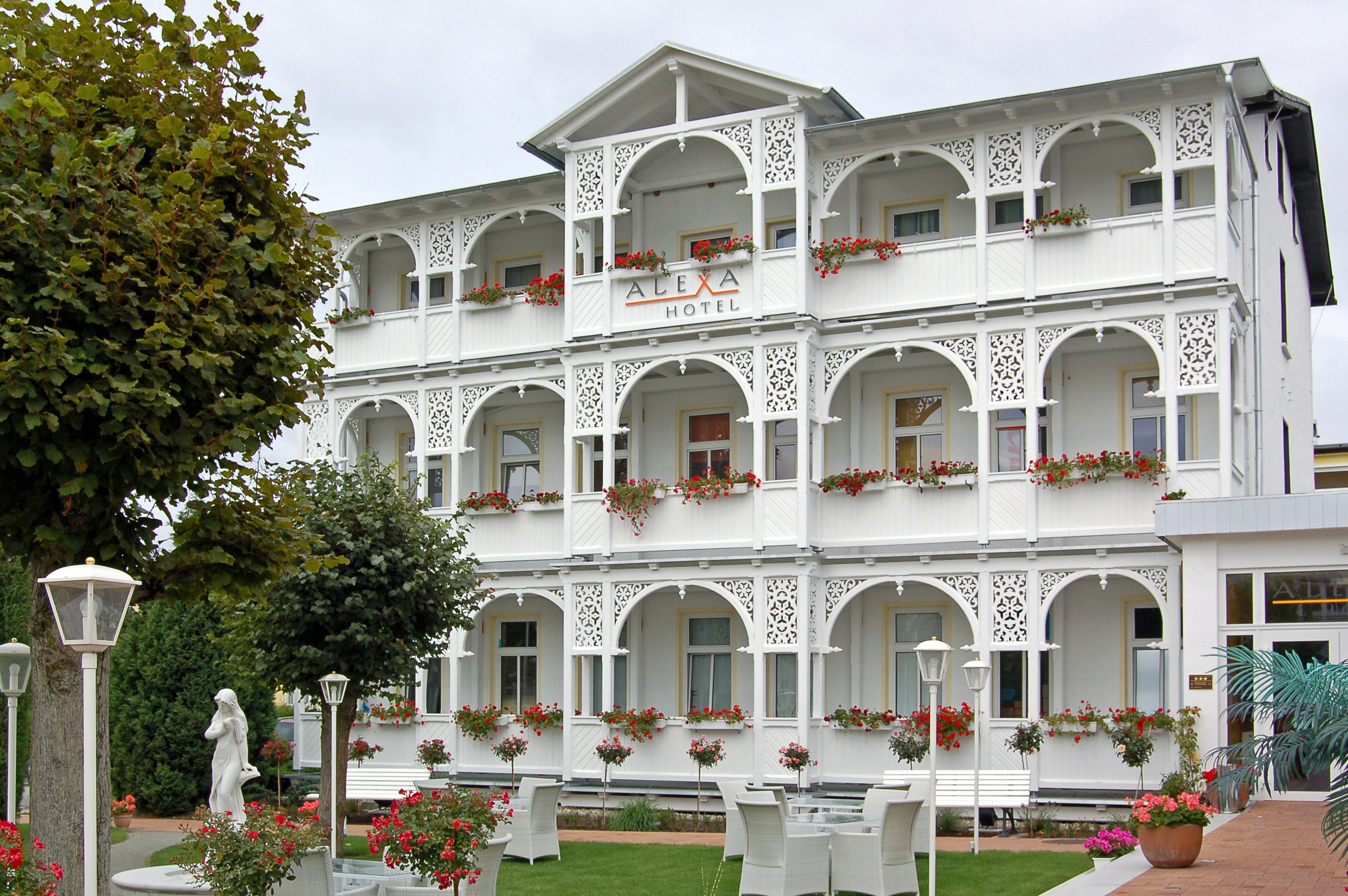
Отель в Гёрене, остров Рюген, ФРГ

Наиболее яркие примеры стиля на морских курортах в Германии:
- Балтийское море: острова Фемарн, Хиддензе, Рюген, Узедом; Варнемюнде, полуостров Фишланд, Дарс и Цингст
- Северное море: Восточно-Фризские острова и Северо-Фризские острова

Некоторые примеры архитектуры немецких морских курортов на побережье Балтийского и Северного морей:

### Балтийское море
- Альбек (Узедом)
- Аренсхоп
- Банзин
- Бинц
- Больтенхаген
- Фемарн
- Глюксбург
- Гёрен
- Граль-Мюриц
- Хайлигендамм
- Херингсдорф
- Кюлунгсборн
- Лабё
- Лубмин
- Засниц
- Зеллин
- Тиммендорфер-Штранд
- Травемюнде
- Иккермюнде
- Варнемюнде
- Цингст
- Цинновиц

### Северное Море
- Куксхафен
- Небель
- Шпикерог
- Зильт
- Вангероге
- Вестерланд
- Вик-ауф-Фёр

## Другие приморские курорты

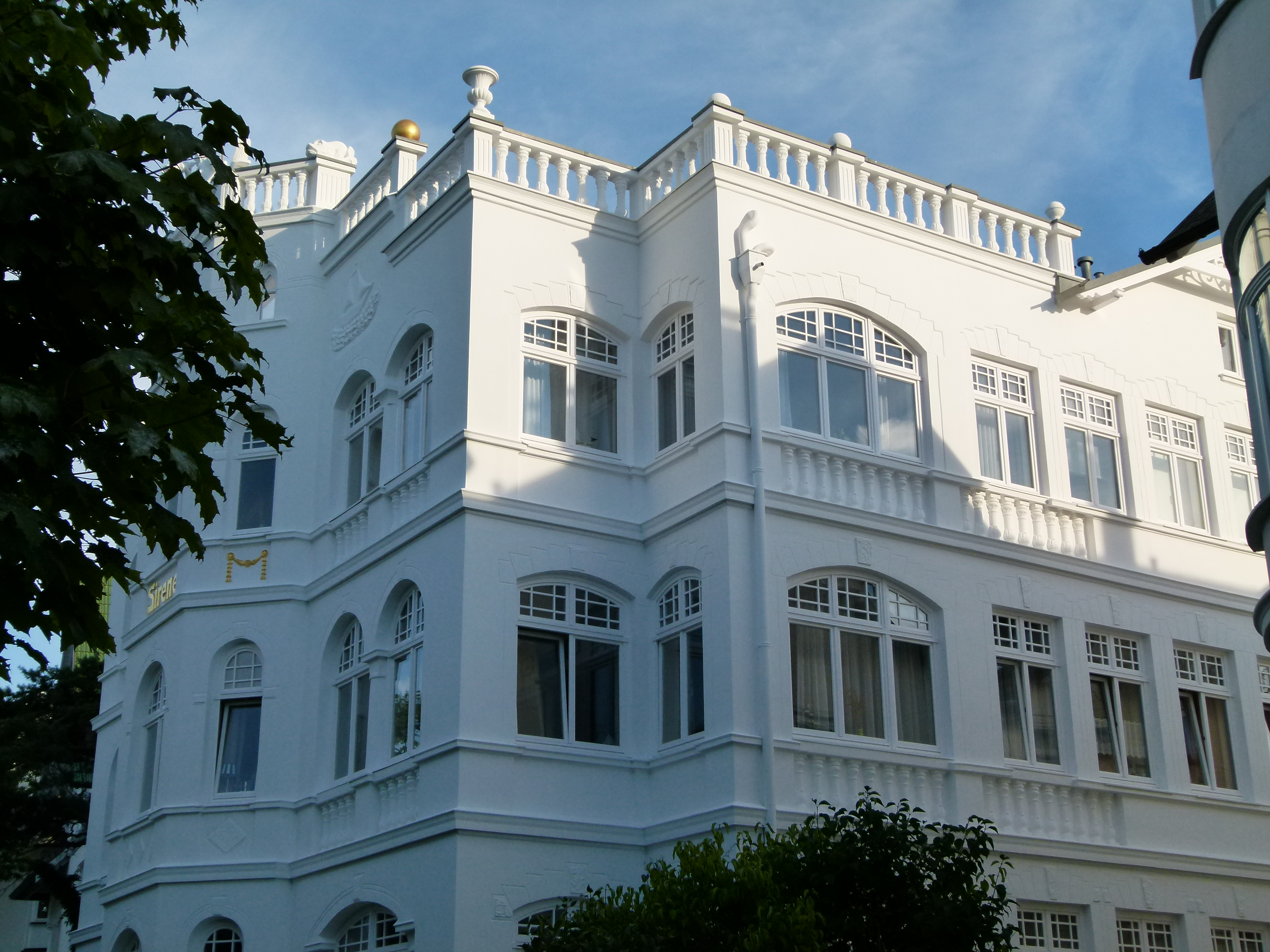
Вилла Серена в Бинце

В прежде принадлежавших Германии некоторых областях — Восточной Померании, Восточном Поморье и Восточной Пруссии, части Польши, в странах Балтии и России имеются примеры курортной архитектуры. Заметные образцы расположены на приморских курортах вдоль всего Балтийского побережья.

### Литва
- Юодкранте (Schwarzort)
- Клайпеда (Memel вместе с Mellneraggen)

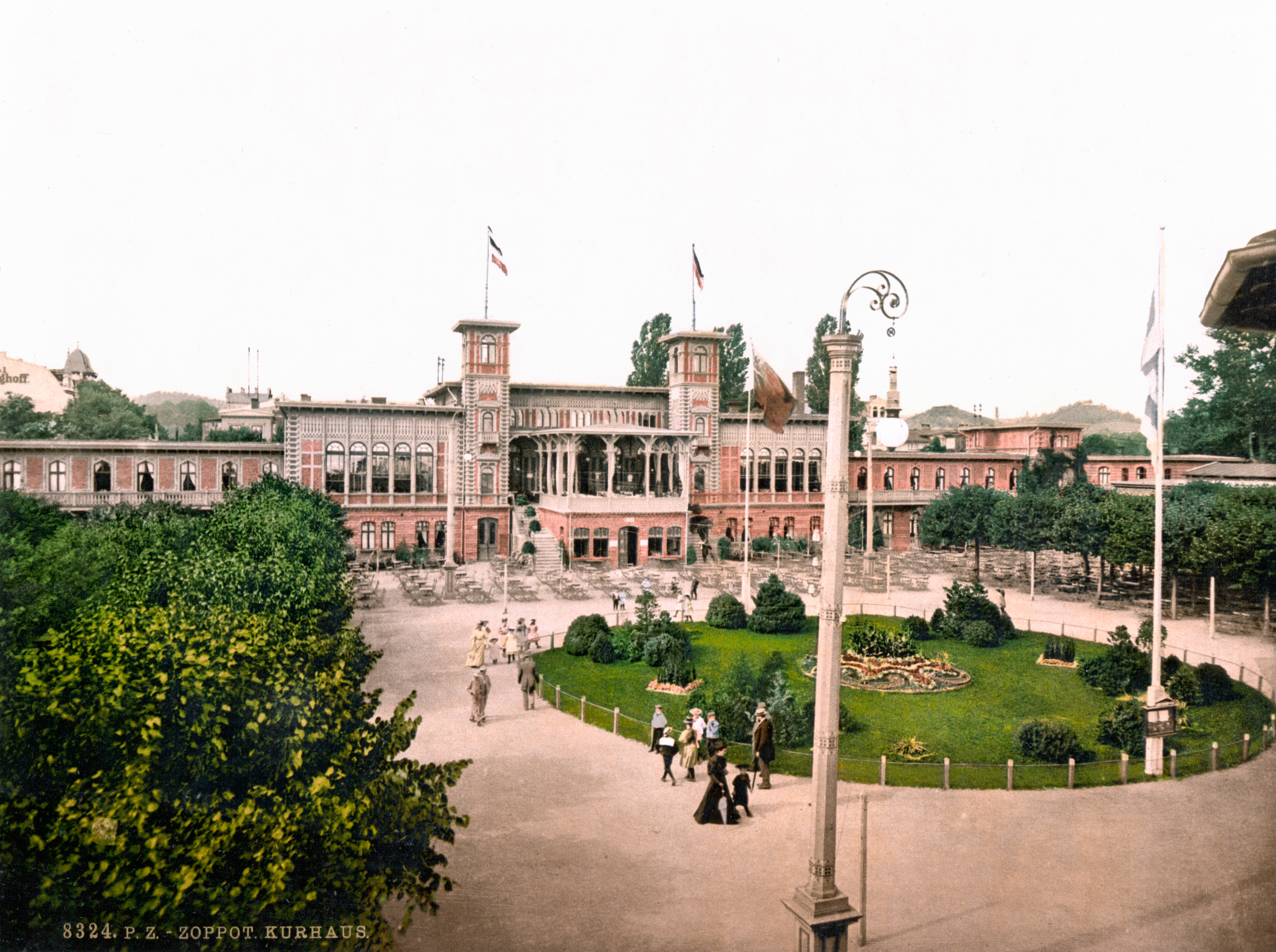
Курзал Сопот в районе Гданьска (Польша), около 1900 года

- Неринга (Preil)
- Нида (Nidden)
- Паланга (Polangen)

### Польша
- Дивнув (Dievenow)
- Леба (Leba)
- Камень-Поморски (Cammin in Pommern)
- Колобжег (Kolberg)
- Мендзыздрое (Misdroy)
- Мельно (Groß Möllen)
- Сопот (Zoppot)
- Свиноуйсьце (Swinemünde)
- Устка (Stolpmünde)
- Устроне-Морске (Henkenhagen)
- Владиславово (Großendorf)

### Россия
- Янтарный (Palmnicken)
- Рыбачий (Rossitten)
- Светлогорск (Rauschen)
- Зеленоградск (Cranz)